# Abraham de Amézaga
Abraham de Amézaga, periodista y conferenciante español nacido en Bilbao el 5 de diciembre de 1974.

## Biografía
Licenciado en Filología Francesa y periodista que escribe sobre calidad, moda, lujo y arte de vivir. 
A lo largo de su dilatada carrera profesional, ha publicado cientos de reportajes y entrevistas en más de una treintena de publicaciones (Elle, Glamour, Woman, El Mundo, Yo Dona, Gentleman, Citizen K, AD, Qué Leer, Época, House & Garden...)
Ha realizado entrevistas a personalidades del cine (Marion Cotillard, Audrey Tautou, Demi Moore, Sarah Jessica Parker, Bérénice Bejo, Ryan Reynolds, Anna Mouglalis, Carmen Chaplin, etc), la moda (Karl Lagerfeld, Tommy Hilfiger, Paco Rabanne, Carolina Herrera, Riccardo Tisci, Christopher Bailey, Stuart Vevers, Elle Macpherson, Eva Herzigova, Mariacarla Boscono, Adriana Lima, etc), la literatura (Alain Robbe-Grillet, Philippe Sollers, Jean Echenoz, José Luis de Vilallonga...), así como publicado exclusivas, como la que vio la luz en enero de 2012 en la edición española de la revista Glamour a Tristane Banon, víctima de agresión por parte del político francés Dominique Strauss-Kahn.
Redactor en Europa de las ediciones Latinoamérica y México de la revista Vogue, durante una década, pronuncia con frecuencia conferencias en España, Latinoamérica y Estados Unidos. Ha colaborado en los libros-catálogo Balenciaga. De París a San Sebastián (Kutxa, 2001) y Carta de amor a Cristóbal Balenciaga (IVAM, 2002). 
Amézaga ha sido profesor del Máster de Comunicación de Moda y Belleza Vogue-Universidad Carlos III, de Madrid, del Istituto Marangoni en París, así como miembro del jurado de los Prix Villégiature a los mejores hoteles (entre 2005 y 2018). 
Entre 2001 y 2011 formó parte del comité asesor de moda de la Pasarela FIMI (Feria Internacional de Moda Infantil y Juvenil) de Valencia, en España y fue responsable del blog "Agenda Secreta" de Vogue.es a lo largo de dos años.
Nieto del escritor Elías Amézaga (Bilbao, 1921-Guecho, 2008), así como uno de sus biógrafos; su último libro lleva por título Inspiradoras y recoge cincuenta perfiles de mujeres, con prólogo de Lola Gavarrón. Ha escrito semanalmente en El Hedonista.es, sobre el universo femenino, en su sección "Cherchez la femme", y posteriormente "Autodiálogos".
En 2011 la diseñadora de accesorios de lujo Celeste Galiano Mondino creó el bolso Abraham, un guiño a este periodista, y que figuraría de manera permanente en el catálogo de sus propuestas.
Actualmente, trabaja temas relacionados con la calidad y el slow life, pronuncia conferencias y cursos y colabora en diferentes medios de comunicación.

## Libros publicados
- Balenciaga. De París a San Sebastián (Kutxa, 2001). Varios autores
- Carta de amor a Cristóbal Balenciaga  (IVAM, 2002). Varios autores
- Elías Amézaga Urlézaga (Eusko Ikaskuntza-Sociedad de Estudios Vascos, 2006).
- Elías Amézaga. Vida y obra (Eusko Ikaskuntza-Sociedad de Estudios Vascos, 2009).
- Inspiradoras (Ediciones Recovecos, 2011).

- Datos: Q2821865